# Ateroma
L'ateroma è una placca formata da grassi (colesterolo), proteine  e tessuto fibroso che si forma nella parete delle arterie e configura il quadro dell'aterosclerosi. Sulla superficie dell'ateroma può depositarsi fibrina, facilitando così la formazione di trombi, e anche sali di calcio, che lo rendono molto fragile sviluppando la possibilità di rottura, aneurismi e tromboembolie.